# Островский, Сима
Юлий Давидович Островский, известный под творческим псевдонимом Сима Островский (18 октября 1938, Ленинград, РСФСР, СССР — 28 сентября 1995, Израиль) — советский и израильский художник, иллюстратор, скульптор, музыкант, композитор, писатель и философ. Участник творческих объединений «Круг Понтилы» и «Группа Алеф».

## Биография
Родился 28 октября 1938 года в Ленинграде в семье инженера. До своего отъезда в Израиль в 1977 году, проживал в Адмиралтейском районе в квартире дома на пересечении улицы Лабутина и Климова переулка. В настоящее время на доме установлена памятная табличка.
Рисовать начал в юности. Специальное художественное образование получил в Высшем Художественно-промышленном училище им В. Мухиной, где учился с 1956 по 1962 годы. Основным учителем, повлиявшим на становление, как художника, считал С. Б. Юдовина. Регулярно выставлялся на квартирных и неформальных выставках, начиная с 1959 года.
Играл на тромбоне в ленинградском джаз-оркестре под управлением Владимира Сегала. Участник и дипломант «Конкурса самодеятельных джазовых коллективов в рамках 5-го Ленинградского фестиваля молодежи» — первого фестиваля джазовой музыки в Ленинграде, состоявшегося в апреле-мае 1964 года в ДК им. Ленсовета, а также Второго джазового фестиваля, состоявшегося в 1966 году. Видевшие Островского на сцене восхищались манерой его игры.
Входил в группу «Круг Понтилы» — неофициальное литературно-философское объединение, существовавшее в Ленинграде с начала 1950-х по начало 1970-х годов, организованное Валерием Шедовым. Известными представителями кружка в разное время являлись: джазмен и коллега Островского — музыканта Валерий Петров, художник и поэт Александр Славин, художники Владимир Лисунов и Александр Манусов, музыканты Роберт Паузер, Евгений Беленький, Александр Кавлелашвили и Эдуард Левин, член союза композиторов Юрий Акулов, писатели Владимир Швейгольц и Валерий Холоденко, поэты Леонид Аронзон и Анри Волохонский, мистик Юрий Сорокин, поэтесса Екатерина Мильман-Петрова, участники «Филологической школы» Александр Кондратов и Михаил Красильников, и другие. В этом объединении Островский выступал, как философ еврейского мистицизма, популяризатор иудаизма и кабалистических идей.
В конце 1960-х — начале 1970-х выполнил несколько работ, как скульптор.
В 1974 году участвовал во второй выставке ленинградских художников-нонконформистов, состоявшейся в ДК «Невский» 10—20 сентября 1975 года, был одним из представителей «Газаневщины».
Осенью 1975 года в Ленинграде было основано творческое объединение художников-нонкомформистов еврейского происхождения «Группа Алеф», основной идеей которой было стремление преодолеть влияние местечкового еврейского искусства, найти истоки творчества в древней еврейской культуре и связать её с современностью.

В ноябре 1975 года в квартире Евгения Абезгауза на Проспекте Стачек в Ленинграде состоялась первая выставка объединения, в которой приняли участие 12 еврейских художников: Евгений Абезгауз, Анатолий Басин, Леонид Болмат, Александр Гуревич, Юрий Календарев, Татьяна Корнфельд, Александр Манусов, Александр Окунь, Сима Островский, Алек Рапопорт, Осип Сидлин и Ольга Шмуилович. Экспозиция выставки также демонстрировалась на нескольких квартирах в Ленинграде и Москве в течение 1975—1976 годов. В одной из самиздатовских рецензий на выставку отмечалось:
Сима Островский, показавший на выставке несколько интересных работ, выполненных в дереве, выступает главным образом как график, и график незаурядный. Сима Островский обладает поразительной способностью создавать как бы на одном дыхании сложнейшие построения, сохраняя единство и цельность всех элементов перегруженной композиции. Огромное разнообразие приемов подчас может сделать лист нечитаемым. Островский с легкостью (так нам кажется, по крайней мере) избегает этой опасности, добиваясь уравновешенности и соразмерности рисунка. Автор во всех своих работах гротескно изображает стремительно распадающийся, причудливый и странный, но бесконечно знакомый нам мир. Видение, лишенное как будто всяких иллюзий, насмешливое, а порой и полное желчи отношение к действительности, иронический взгляд и на самого себя переданы мастерски. Взволнованный голос художника, его страсть, его будоражащий темперамент придают его графике глубокий и трагический смысл.
В мае 1976 в городе Беркли (штат Калифорния, США) по инициативе Bay Area Council for Soviet Jews состоялась выставка «12 from the Soviet Underground» («12 из советского подполья»), частично повторявшая экспозицию первой выставки «Группы Алеф», опубликован официальный каталог работ.

Американская пресса писала по мотивам американской выставки:
Одним из негласных авторитетов группы является подпольный философ Островский, оказавший большое человеческое и художественное влияние не только на своих друзей, но и на людей, с кем знаком случайно и даже недругов…
Юлий, по собственным словам, ощущает себя в первую очередь грузчиком универсального магазина, охранником сценических декораций и артистического гардероба локальных концертных агентств «Ленинград», «Невские Зори», редко подрабатывает аранжировщиком оркестра радио, а рисование — как и у всех это лишь небольшое дополнение к его постоянной профессиональной деятельности.
Многие годы он работал театральных художником и городским дизайнером, оформлял общественные пространства, но уже 7 лет не может работать по специальности. Как и для его многих друзей у него закрыты все дороги, несколько раз его допрашивали в КГБ, начиная с 1961 принудительно удерживали в психиатрических больницах. Последний арест Островского состоялся около 7 месяцев назад на автобусной остановке за чтением книг по иудаизму и каббале.
При всех этих проблемах и опасностях Островский всегда отвечает юмором, удивляет эксцентричным поведением, несоответствующим советским нормам.
С годами картины Островского достигли высокого уровня профессионализма, пика своего развития, их отличает глубокий духовный поиск и мистические переживания. О серьёзном влиянии еврейской культуры, в основном религии говорят произведения 1970—1973. От ранних карнавальных сцен еврейского местечка, шаржей на друзей юности — поэтов, художников и музыкантов андеграунда 50-60-х с присущим грустным еврейским юмором, самоиронией, вниманием к деталям, отсылкам к Шагалу, Шолом‑Алейхему, и Михоэлсу, в поздних творениях чувствуется собственный голос и непохожий ни на кого стиль мастера, в котором все более драматическое восприятие как еврейского, так и всего окружающего мира болезненно ощущается Островским.
В своих необычайно темпераментных, мастерски выполненных графических листах «Голова пророка», «Отцы Израиля», «Мистификация без затей», художник словно пытается уравновесить, гармонизировать обступивший его мир странных образов, воспоминаний, снов, ассоциаций. С помощью искусства он постигает и тем самым стремится упорядочить страшный мир хаоса сегодняшнего, вчерашнего, древнего, в котором мы обречены существовать. Сам же Островский дает своим работам очень низкие оценки, предлагая наслаждаться настоящим мастерством на картинах его друзей.
После арестов ряда деятелей культуры, в частности Юлия Рыбакова, Олега Волкова и Юлии Вознесенской, из-за давления и преследований ряд видных представителей ленинградского нонконформизма уехали из страны. В 1977 году Островский репатриировался в Израиль.
В Израиле продолжил рисовать, участвовал в персональных и групповых выставках в Тель-Авиве, Иерусалиме, Хайфе, публиковал прозу. В 1982 году прошли две персональные выставки Островского в Финляндии.
В 1989 на Фестивале современного искусства в Луисвилле (Кентукки) прошла выставка «From Gulag to Glasnost: Nonconformist Art from the Soviet Union» («От Гулага до гласности: нонконформистское искусство из Советского Союза»), был выпущен одноимённый каталог-альбом. Выставка фактически повторяла выставку «Группы Алеф» 1976 года. Аналогичная выставка также состоялась в Нью-Йорке.
Скончался 28 сентября 1995 года из-за болезни сердца.
В середине 1990-х, после смерти Островского, его иллюстрации были использованы в книгах «Рисунки с коллажем. Повести» и «Мой немецкий дом. Эмигрантские дневники» писателя Михаила Вершвовского, изданных в Кельне и Тель-Авиве.